# Keith Powell
Keith Powell (nascido em 1979) é um actor de televisão americano que é mais conhecido por seu papel como James "Toofer" Spurlock na sitcom da NBC, 30 Rock.

## Carreira
Powell foi o Director Artístico da Produção Contemporânea Stage Company, um teatro de verão em Wilmington, Delaware. Ele produziu/participou em/dirigiu shows com Lynn Redgrave, Jasmine Guy, David Keith, Richard Easton, Duncan Sheik, e Sean Patrick Thomas. Créditos como produtor incluem as produções de Nova Iorque de The Mouse That Roared, Enter Pissarro, Indra & Agni Collide e um workshop de Kidding Jane com Jane Ellen McLaughlin e Charles William Mitchell. Powell foi o director residente de Equalogy, uma empresa de turismo profissional, promovendo a mudança social, para o qual ele dirigiu duas peças de August Schulenberg, Four Hearts Changing e One Night. Seus outros créditos incluem Dutchman, Quality of Silence, The Visit e Enter Pissarro. Como actor, Powell já apareceu em vários comerciais de rede nacional. Seus créditos incluem Romeu e Julieta (The Shakespeare Theatre, em Washington, DC), Kidding Jane, (Portland Stage Company), Macbeth (Pittsburgh Public Theater), As Bees in Honey Drown (Hangar Theater, Ithaca, New York), e The French (HB Playwrights Foundation, NYC), entre outros.
Na primavera de 2007, enquanto trabalhava como um personagem recorrente em 30 Rock, ele apresentou um piloto a ABC chamado Judy's Got A Gun. Não foi posteriormente escolhido para a temporada de 2007, e Powell voltou para 30 Rock, onde foi promovido a um personagem regular.
Em Outubro de 2008, Powell lançou e estrelou em um financiamento da web auto-chamado Keith Powell Directs a Play narrando a incursão de Powell a dirigir Uncle Vanya em um grupo de teatro de repertório ficcional.
Em 2009, Powell foi um comentador convidado no 100 Greatest One Hit Wonders of the 80s da VH1, e também desempenhou um Tuskegee Airmen no filme Night at the Museum: Battle of the Smithsonian.

## Biografia
Powell se formou a partir de St. Mark's High School, em Wilmington, Delaware. Obteve seu Bacharelado em Belas Artes na Universidade de Nova Iorque, Tisch School of the Arts em 2001.
Ele divide seu tempo entre Nova York e New Castle, Delaware.

## Filmografia
| Ano  | Título                                         | Papel                  | Notas        |
| ---- | ---------------------------------------------- | ---------------------- | ------------ |
| 2002 | Dog Eat Dog                                    | Raleigh Fitzsimmons    | curto        |
| 2003 | Law and Order: Criminal Intent                 | Gregg Monroe           | 1 episódio   |
| 2004 | Jargon                                         | Nosso Herói            | curto        |
| 2005 | Law & Order                                    | Mike                   | 1 episódio   |
| 2007 | Judy's Got a Gun                               | Brad Wilkes            | TV           |
| 2008 | Last Comic Standing                            | Talent Scout           | 1 episódio   |
| 2008 | Best Week Ever                                 | Ele próprio            | 1 episódio   |
| 2008 | I Love the New Millennium                      | Ele próprio            | 8 episódios  |
| 2009 | Night at the Museum: Battle of the Smithsonian | Tuskegee Airmen #1     |              |
| 2009 | Black to the Future                            | Ele próprio            |              |
| 2009 | 30 Rock                                        | Toofer                 | 60 episódios |
| 2009 | The Morning Show with Mike and Juliet          | Ele próprio            | 1 episódio   |
| 2009 | Armless                                        | Recepcionista do Hotel |              |